# 4e étape du Tour de France 2025
Pour un article plus général, voir Tour de France 2025.
La 4e étape du Tour de France 2025 se déroule le mardi 8 juillet 2025 entre Amiens Métropole et Rouen, sur une distance de 174,2 kilomètres.

## Parcours de l'étape
La 4e étape du Tour de France quitte les Hauts-de-France, qui a reçu pendant trois jours le grand départ de la 112e édition, pour la Normandie. Au départ d'Amiens, préfecture de la Somme, les coureurs se dirigent vers Rouen, préfecture de la Seine-Maritime, en passant par l'Oise et l'Eure. Les différentes villes traversées sont Crèvecœur-le-Grand (km 31), Gournay-en-Bray (km 63,6) et Les Andelys (km 100,6).
Longue de 174,2 kilomètres, cette étape propose un final accidenté, similaire à celle vers Boulogne-sur-Mer sur la 2e étape. Les cent premiers kilomètres en Picardie ne proposent pas de difficulté particulière, le parcours se corse à l'approche des boucles de la Seine, où se situent les cinq principales difficultés. La première ascension répertoriée intervient à près de cinquante kilomètres de l'arrivée, avec la côte Jacques Anquetil (3,5 km à 3,6 %, 4e catégorie, km 128,2), sur les hauteurs de Romilly-sur-Andelle, en souvenir du premier quintuple vainqueur du Tour, le plus célèbre des cyclistes normands, né à Mont-Saint-Aignan. S'ensuit le sprint intermédiaire de Belbeuf (km 143,3), situé au lieu-dit Saint-Adrien, placé au pied de la chapelle Saint-Adrien de Belbeuf, édifice troglodytique qui surplombe la Seine incrustée dans les célèbres falaises de craie normandes. C'est d'ailleurs dans ce hameau qu'Anquetil possédait une propriété.
Après le sprint intermédiaire, les ascensions s'enchainent sans répit. D'abord, la côte de Belbeuf (1,3 km à 9,1 %, 3e catégorie, km 146,6), via le chemin de la Poterie, se présente aux coureurs. Le final, sur des routes étroites et sinueuses avec un mobilier urbain important, peut rendre nerveux le peloton lors de son entrée dans l'agglomération de Rouen. La côte de Bonsecours (900 m à 7,2 %, 4e catégorie, km 154,4), dont le pied se prend à près de 180 degrés, permet de se remémorer l'épisode de Jean Robic en 1947, seul vainqueur du Tour à n'avoir jamais porté le maillot jaune de tout le parcours avec Jan Janssen en 1968, dont une stèle à son effigie se trouve au sommet. Les quinze derniers kilomètres sont composés de deux ascensions : la côte de la Grand'Mare (1,8 km à 5 %, 4e catégorie, km 162,1) et la rampe Saint-Hilaire (800 mètres à 10,6 %, 3e catégorie, km 169). La descente s'opère par la route de Neufchâtel, puis le parcours dans le centre-ville de Rouen est le suivant : boulevard de l'Yser, boulevard de la Marne, rue Jeanne d'Arc, rue Jean Lecanuet, place du Général de Gaulle, rue Louis Ricard, rue Sainte-Marie, puis boulevard de l'Yser. La ligne d'arrivée est tracée au bout d'une ligne droite de 200 mètres, au niveau de la place du Boulingrin, au carrefour avec l'avenue de la Porte des Champs.

## Déroulement de la course
Lenny Martinez (Bahrain Victorious), Kasper Asgreen (EF Education-EasyPost), Jonas Abrahamsen (Uno-X Mobility) et Thomas Gachignard (TotalEnergies) forment l'échappée du jour. Martinez est le dernier des fuyards à être repris par le peloton, à 21 kilomètres du terme. Dans la dernière côte, la Rampe Saint-Hilaire, Tadej Pogačar (UAE Emirates XRG) attaque à 5,5 km de l'arrivée. Seul Jonas Vingegaard (Visma-Lease a Bike) réussit à prendre son sillage avant de coincer quelque peu mais le Danois parvient à recoller au Slovène au sommet de cette montée. Dans la descente, un groupe de sept hommes se constitue. Dans les deux derniers kilomètres, Remco Evenepoel (Soudal Quick-Step) puis Matteo Jorgenson (Visma-Lease a Bike) essaient en vain de prendre de l'avance. Sur le final en montée, le maillot jaune Mathieu van der Poel (Alpecin-Deceuninck) lance le sprint mais, contrairement à la 2e étape, il est remonté par Tadej Pogačar qui signe sa première victoire sur ce Tour et la centième victoire de sa carrière professionnelle. Van der Poel conserve son maillot jaune dans le même temps que Pogačar.

## Résultats
Cette section présente les résultats et prix obtenus au cours de l'étape.

### Classement de l'étape
| Classement de la 4e étape | Classement de la 4e étape | Classement de la 4e étape | Classement de la 4e étape | Classement de la 4e étape |
|                           | Coureur                   | Pays                      | Équipe                    | Temps                     |
| ------------------------- | ------------------------- | ------------------------- | ------------------------- | ------------------------- |
| 1er                       | Tadej Pogačar             | Slovénie                  | UAE Emirates XRG          | en 3 h 50 min 29 s        |
| 2e                        | Mathieu van der Poel      | Pays-Bas                  | Alpecin-Deceuninck        | + 0 s                     |
| 3e                        | Jonas Vingegaard          | Danemark                  | Visma-Lease a Bike        | + 0 s                     |
| 4e                        | Oscar Onley               | Royaume-Uni               | Picnic-PostNL             | + 0 s                     |
| 5e                        | Romain Grégoire           | France                    | Groupama-FDJ              | + 0 s                     |
| 6e                        | João Almeida              | Portugal                  | UAE Emirates XRG          | + 0 s                     |
| 7e                        | Remco Evenepoel           | Belgique                  | Soudal Quick-Step         | + 3 s                     |
| 8e                        | Matteo Jorgenson          | États-Unis                | Visma-Lease a Bike        | + 3 s                     |
| 9e                        | Mattias Skjelmose         | Danemark                  | Lidl-Trek                 | + 7 s                     |
| 10e                       | Kévin Vauquelin           | France                    | Arkéa-B&B Hotels          | + 10 s                    |
| modifier                  |                           |                           |                           |                           |

### Bonifications en temps
|   | Coureur              | Pays     | Équipe             | Bonifications |
| - | -------------------- | -------- | ------------------ | ------------- |
| 1 | Tadej Pogačar        | Slovénie | UAE Emirates XRG   | 10 s          |
| 2 | Mathieu van der Poel | Pays-Bas | Alpecin-Deceuninck | 6 s           |
| 3 | Jonas Vingegaard     | Danemark | Visma-Lease a Bike | 4 s           |

### Points attribués
| Sprint intermédiaire Saint-Adrien (km 143,3) | Sprint intermédiaire Saint-Adrien (km 143,3) | Sprint intermédiaire Saint-Adrien (km 143,3) | Sprint intermédiaire Saint-Adrien (km 143,3) | Sprint intermédiaire Saint-Adrien (km 143,3) |
| -------------------------------------------- | -------------------------------------------- | -------------------------------------------- | -------------------------------------------- | -------------------------------------------- |
|                                              | Coureur                                      | Pays                                         | Équipe                                       | Point(s)                                     |
| 1er                                          | Jonas Abrahamsen                             | Norvège                                      | Uno-X Mobility                               | 20                                           |
| 2e                                           | Kasper Asgreen                               | Danemark                                     | EF Education-EasyPost                        | 17                                           |
| 3e                                           | Lenny Martinez                               | France                                       | Bahrain Victorious                           | 15                                           |
| 4e                                           | Thomas Gachignard                            | France                                       | TotalEnergies                                | 13                                           |
| 5e                                           | Jonathan Milan                               | Italie                                       | Lidl-Trek                                    | 11                                           |
| 6e                                           | Biniam Girmay                                | Érythrée                                     | Intermarché-Wanty                            | 10                                           |
| 7e                                           | Tim Merlier                                  | Belgique                                     | Soudal Quick-Step                            | 9                                            |
| 8e                                           | Anthony Turgis                               | France                                       | TotalEnergies                                | 8                                            |
| 9e                                           | Simone Consonni                              | Italie                                       | Lidl-Trek                                    | 7                                            |
| 10e                                          | Jarrad Drizners                              | Australie                                    | Lotto                                        | 6                                            |
| 11e                                          | Brent Van Moer                               | Belgique                                     | Lotto                                        | 5                                            |
| 12e                                          | Jenno Berckmoes                              | Belgique                                     | Lotto                                        | 4                                            |
| 13e                                          | Hugo Page                                    | France                                       | Intermarché-Wanty                            | 3                                            |
| 14e                                          | Robert Stannard                              | Australie                                    | Bahrain Victorious                           | 2                                            |
| 15e                                          | Santiago Buitrago                            | Colombie                                     | Bahrain Victorious                           | 1                                            |
| modifier                                     |                                              |                                              |                                              |                                              |

| Arrivée d'étape Rouen (km 174,2) | Arrivée d'étape Rouen (km 174,2) | Arrivée d'étape Rouen (km 174,2) | Arrivée d'étape Rouen (km 174,2) | Arrivée d'étape Rouen (km 174,2) |
| -------------------------------- | -------------------------------- | -------------------------------- | -------------------------------- | -------------------------------- |
|                                  | Coureur                          | Pays                             | Équipe                           | Point(s)                         |
| 1er                              | Tadej Pogačar                    | Slovénie                         | UAE Emirates XRG                 | 50                               |
| 2e                               | Mathieu van der Poel             | Pays-Bas                         | Alpecin-Deceuninck               | 30                               |
| 3e                               | Jonas Vingegaard                 | Danemark                         | Visma-Lease a Bike               | 20                               |
| 4e                               | Oscar Onley                      | Royaume-Uni                      | Picnic-PostNL                    | 18                               |
| 5e                               | Romain Grégoire                  | France                           | Groupama-FDJ                     | 16                               |
| 6e                               | João Almeida                     | Portugal                         | UAE Emirates XRG                 | 14                               |
| 7e                               | Remco Evenepoel                  | Belgique                         | Soudal Quick-Step                | 12                               |
| 8e                               | Matteo Jorgenson                 | États-Unis                       | Visma-Lease a Bike               | 10                               |
| 9e                               | Mattias Skjelmose                | Danemark                         | Lidl-Trek                        | 8                                |
| 10e                              | Kévin Vauquelin                  | France                           | Arkéa-B&B Hotels                 | 7                                |
| 11e                              | Wout van Aert                    | Belgique                         | Visma-Lease a Bike               | 6                                |
| 12e                              | Aurélien Paret-Peintre           | France                           | Decathlon-AG2R La Mondiale       | 5                                |
| 13e                              | Alex Baudin                      | France                           | EF Education-EasyPost            | 4                                |
| 14e                              | Jhonatan Narváez                 | Équateur                         | UAE Emirates XRG                 | 3                                |
| 15e                              | Tobias Johannessen               | Norvège                          | Uno-X Mobility                   | 2                                |
| modifier                         |                                  |                                  |                                  |                                  |

### Cols et côtes
| Côte Jacques-Anquetil (km 128,2) 4e catégorie (3,5 km à 3,6 %) | Côte Jacques-Anquetil (km 128,2) 4e catégorie (3,5 km à 3,6 %) | Côte Jacques-Anquetil (km 128,2) 4e catégorie (3,5 km à 3,6 %) | Côte Jacques-Anquetil (km 128,2) 4e catégorie (3,5 km à 3,6 %) | Côte Jacques-Anquetil (km 128,2) 4e catégorie (3,5 km à 3,6 %) |
| -------------------------------------------------------------- | -------------------------------------------------------------- | -------------------------------------------------------------- | -------------------------------------------------------------- | -------------------------------------------------------------- |
|                                                                | Coureur                                                        | Pays                                                           | Équipe                                                         | Point(s)                                                       |
| 1er                                                            | Kasper Asgreen                                                 | Danemark                                                       | EF Education-EasyPost                                          | 1                                                              |
| modifier                                                       |                                                                |                                                                |                                                                |                                                                |

| Côte de Belbeuf (km 146,6) 3e catégorie (1,3 km à 9,1 %) | Côte de Belbeuf (km 146,6) 3e catégorie (1,3 km à 9,1 %) | Côte de Belbeuf (km 146,6) 3e catégorie (1,3 km à 9,1 %) | Côte de Belbeuf (km 146,6) 3e catégorie (1,3 km à 9,1 %) | Côte de Belbeuf (km 146,6) 3e catégorie (1,3 km à 9,1 %) |
| -------------------------------------------------------- | -------------------------------------------------------- | -------------------------------------------------------- | -------------------------------------------------------- | -------------------------------------------------------- |
|                                                          | Coureur                                                  | Pays                                                     | Équipe                                                   | Point(s)                                                 |
| 1er                                                      | Lenny Martinez                                           | France                                                   | Bahrain Victorious                                       | 2                                                        |
| 2e                                                       | Tim Wellens                                              | Belgique                                                 | UAE Emirates XRG                                         | 1                                                        |
| modifier                                                 |                                                          |                                                          |                                                          |                                                          |

| Côte de Bonsecours Stèle Jean Robic (km 154,4) 4e catégorie (0,9 km à 7,2 %) | Côte de Bonsecours Stèle Jean Robic (km 154,4) 4e catégorie (0,9 km à 7,2 %) | Côte de Bonsecours Stèle Jean Robic (km 154,4) 4e catégorie (0,9 km à 7,2 %) | Côte de Bonsecours Stèle Jean Robic (km 154,4) 4e catégorie (0,9 km à 7,2 %) | Côte de Bonsecours Stèle Jean Robic (km 154,4) 4e catégorie (0,9 km à 7,2 %) |
| ---------------------------------------------------------------------------- | ---------------------------------------------------------------------------- | ---------------------------------------------------------------------------- | ---------------------------------------------------------------------------- | ---------------------------------------------------------------------------- |
|                                                                              | Coureur                                                                      | Pays                                                                         | Équipe                                                                       | Point(s)                                                                     |
| 1er                                                                          | Anders Johannessen                                                           | Norvège                                                                      | Uno-X Mobility                                                               | 1                                                                            |
| modifier                                                                     |                                                                              |                                                                              |                                                                              |                                                                              |

| Côte de la Grand'Mare (km 162,1) 4e catégorie (1,8 km à 5,0 %) | Côte de la Grand'Mare (km 162,1) 4e catégorie (1,8 km à 5,0 %) | Côte de la Grand'Mare (km 162,1) 4e catégorie (1,8 km à 5,0 %) | Côte de la Grand'Mare (km 162,1) 4e catégorie (1,8 km à 5,0 %) | Côte de la Grand'Mare (km 162,1) 4e catégorie (1,8 km à 5,0 %) |
| -------------------------------------------------------------- | -------------------------------------------------------------- | -------------------------------------------------------------- | -------------------------------------------------------------- | -------------------------------------------------------------- |
|                                                                | Coureur                                                        | Pays                                                           | Équipe                                                         | Point(s)                                                       |
| 1er                                                            | Tim Wellens                                                    | Belgique                                                       | UAE Emirates XRG                                               | 1                                                              |
| modifier                                                       |                                                                |                                                                |                                                                |                                                                |

| \| Rampe Saint-Hilaire (km 169,0) 3e catégorie (0,8 km à 10,6 %) \| Rampe Saint-Hilaire (km 169,0) 3e catégorie (0,8 km à 10,6 %) \| Rampe Saint-Hilaire (km 169,0) 3e catégorie (0,8 km à 10,6 %) \| Rampe Saint-Hilaire (km 169,0) 3e catégorie (0,8 km à 10,6 %) \| Rampe Saint-Hilaire (km 169,0) 3e catégorie (0,8 km à 10,6 %) \| \| ------------------------------------------------------------- \| ------------------------------------------------------------- \| ------------------------------------------------------------- \| ------------------------------------------------------------- \| ------------------------------------------------------------- \| \| \| Coureur \| Pays \| Équipe \| Point(s) \| \| 1er \| Tadej Pogačar \| Slovénie \| UAE Emirates XRG \| 2 \| \| 2e \| Jonas Vingegaard \| Danemark \| Visma-Lease a Bike \| 1 \| \| modifier \| \| \| \| \| |                  |          |                    |          |
| Rampe Saint-Hilaire (km 169,0) 3e catégorie (0,8 km à 10,6 %) |                  |          |                    |          |
| | Coureur          | Pays     | Équipe             | Point(s) |
| 1er | Tadej Pogačar    | Slovénie | UAE Emirates XRG   | 2        |
| 2e | Jonas Vingegaard | Danemark | Visma-Lease a Bike | 1        |
| modifier |                  |          |                    |          |

### Prix de la combativité
- Lenny Martinez (Bahrain Victorious)

## Classements à l'issue de l'étape
Cette section présente le classement général et les différents classements annexes à l'issue de l'étape.

### Classement général
| Classement général | Classement général   | Classement général | Classement général | Classement général |
|                    | Coureur              | Pays               | Équipe             | Temps              |
| ------------------ | -------------------- | ------------------ | ------------------ | ------------------ |
| 1er                | Mathieu van der Poel | Pays-Bas           | Alpecin-Deceuninck | en 16 h 46 min 0 s |
| 2e                 | Tadej Pogačar        | Slovénie           | UAE Emirates XRG   | + 0 s              |
| 3e                 | Jonas Vingegaard     | Danemark           | Visma-Lease a Bike | + 8 s              |
| 4e                 | Matteo Jorgenson     | États-Unis         | Visma-Lease a Bike | + 19 s             |
| 5e                 | Kévin Vauquelin      | France             | Arkéa-B&B Hotels   | + 26 s             |
| 6e                 | Enric Mas            | Espagne            | Movistar           | + 48 s             |
| 7e                 | Oscar Onley          | Royaume-Uni        | Picnic-PostNL      | + 55 s             |
| 8e                 | João Almeida         | Portugal           | UAE Emirates XRG   | + 55 s             |
| 9e                 | Remco Evenepoel      | Belgique           | Soudal Quick-Step  | + 58 s             |
| 10e                | Mattias Skjelmose    | Danemark           | Lidl-Trek          | + 1 min 2 s        |
| modifier           |                      |                    |                    |                    |

| Classement par points | Classement par points | Classement par points | Classement par points | Classement par points |
| --------------------- | --------------------- | --------------------- | --------------------- | --------------------- |
|                       | Coureur               | Pays                  | Équipe                | Point(s)              |
| 1er                   | Jonathan Milan        | Italie                | Lidl-Trek             | 92 points             |
| 2e                    | Biniam Girmay         | Érythrée              | Intermarché-Wanty     | 87 pts                |
| 3e                    | Mathieu van der Poel  | Pays-Bas              | Alpecin-Deceuninck    | 80 pts                |
| 4e                    | Tadej Pogačar         | Slovénie              | UAE Emirates XRG      | 80 pts                |
| 5e                    | Tim Merlier           | Belgique              | Soudal Quick-Step     | 72 pts                |
| 6e                    | Anthony Turgis        | France                | TotalEnergies         | 57 pts                |
| 7e                    | Søren Wærenskjold     | Norvège               | Uno-X Mobility        | 46 pts                |
| 8e                    | Paul Penhoët          | France                | Groupama-FDJ          | 43 pts                |
| 9e                    | Jonas Vingegaard      | Danemark              | Visma-Lease a Bike    | 40 pts                |
| 10e                   | Romain Grégoire       | France                | Groupama-FDJ          | 34 pts                |
| modifier              |                       |                       |                       |                       |

| Classement du meilleur grimpeur | Classement du meilleur grimpeur | Classement du meilleur grimpeur | Classement du meilleur grimpeur | Classement du meilleur grimpeur |
| ------------------------------- | ------------------------------- | ------------------------------- | ------------------------------- | ------------------------------- |
|                                 | Coureur                         | Pays                            | Équipe                          | Point(s)                        |
| 1er                             | Tadej Pogačar                   | Slovénie                        | UAE Emirates XRG                | 5 points                        |
| 2e                              | Tim Wellens                     | Belgique                        | UAE Emirates XRG                | 5 pts                           |
| 3e                              | Jonas Vingegaard                | Danemark                        | Visma-Lease a Bike              | 3 pts                           |
| 4e                              | Lenny Martinez                  | France                          | Bahrain Victorious              | 2 pts                           |
| 5e                              | Benjamin Thomas                 | France                          | Cofidis                         | 2 pts                           |
| 6e                              | Kasper Asgreen                  | Danemark                        | EF Education-EasyPost           | 1 pt                            |
| 7e                              | Kévin Vauquelin                 | France                          | Arkéa-B&B Hotels                | 1 pt                            |
| 8e                              | Tobias Johannessen              | Norvège                         | Uno-X Mobility                  | 1 pt                            |
| 9e                              | Andreas Leknessund              | Norvège                         | Uno-X Mobility                  | 1 pt                            |
| modifier                        |                                 |                                 |                                 |                                 |

| Classement général du meilleur jeune | Classement général du meilleur jeune | Classement général du meilleur jeune | Classement général du meilleur jeune | Classement général du meilleur jeune |
|                                      | Coureur                              | Pays                                 | Équipe                               | Temps                                |
| ------------------------------------ | ------------------------------------ | ------------------------------------ | ------------------------------------ | ------------------------------------ |
| 1er                                  | Kévin Vauquelin                      | France                               | Arkéa-B&B Hotels                     | en 16 h 46 min 26 s                  |
| 2e                                   | Oscar Onley                          | Royaume-Uni                          | Picnic-PostNL                        | + 29 s                               |
| 3e                                   | Remco Evenepoel                      | Belgique                             | Soudal Quick-Step                    | + 32 s                               |
| 4e                                   | Mattias Skjelmose                    | Danemark                             | Lidl-Trek                            | + 36 s                               |
| 5e                                   | Joseph Blackmore                     | Royaume-Uni                          | Israel-Premier Tech                  | + 1 min 15 s                         |
| 6e                                   | Jenno Berckmoes                      | Belgique                             | Lotto                                | + 1 min 23 s                         |
| 7e                                   | Florian Lipowitz                     | Allemagne                            | Red Bull-Bora-Hansgrohe              | + 1 min 23 s                         |
| 8e                                   | Carlos Rodríguez                     | Espagne                              | Ineos Grenadiers                     | + 1 min 39 s                         |
| 9e                                   | Ben Healy                            | Irlande                              | EF Education-EasyPost                | + 3 min 51 s                         |
| 10e                                  | Bastien Tronchon                     | France                               | Decathlon-AG2R La Mondiale           | + 4 min 55 s                         |
| modifier                             |                                      |                                      |                                      |                                      |

| Classement par équipes | Classement par équipes     | Classement par équipes | Classement par équipes |
|                        | Équipe                     | Pays                   | Temps                  |
| ---------------------- | -------------------------- | ---------------------- | ---------------------- |
| 1re                    | Visma-Lease a Bike         | Pays-Bas               | en 50 h 19 min 52 s    |
| 2e                     | Groupama-FDJ               | France                 | + 44 s                 |
| 3e                     | UAE Emirates XRG           | Émirats arabes unis    | + 1 min 34 s           |
| 4e                     | Cofidis                    | France                 | + 3 min 54 s           |
| 5e                     | Decathlon-AG2R La Mondiale | France                 | + 4 min 41 s           |
| 6e                     | TotalEnergies              | France                 | + 5 min 5 s            |
| 7e                     | Arkéa-B&B Hotels           | France                 | + 5 min 51 s           |
| 8e                     | EF Education-EasyPost      | États-Unis             | + 6 min 47 s           |
| 9e                     | Jayco AlUla                | Australie              | + 7 min 14 s           |
| 10e                    | Alpecin-Deceuninck         | Belgique               | + 8 min 6 s            |
| modifier               |                            |                        |                        |

## Abandon(s)
Aucun coureur n'a abandonné au cours de l'étape.